# Cantone di Saquisilí
Il cantone di Saquisilí è un cantone dell'Ecuador che si trova nella provincia del Cotopaxi.
Il capoluogo del cantone è Saquisilí.